# Amin Chiakha
Amin Chiakha (arabisk: أمين شياخة, født 12. marts 2006) er en dansk fodboldspiller, der spiller som angriber for den danske superligaklub Vejle BK på en lejeaftale fra F.C. København. Amin Chiakha spiller for Algeriets landshold og har tillige spillet en række kampe på de danske ungdomslandshold.
Chiakha har en algerisk far og en dansk mor, og er født i Danmark.

## Klubkarriere
Chiankha spillede som ungdomsspiller i Sundby Boldklub og skiftede til KB/FCK som 12-årig. Han har bl.a. spillet for FCK U/19-hold, hvor han bl.a. repræsenterede klubben i 2023/24 i UEFA Youth League, hvor han blev delt topscorer i turneringen. Han blev ligeledes topscorer i U/19-ligaen i sæsonen 2023/24.
Den 15. juli 2024 blev det offentliggjort, at Chiankha var rykket op i F.C. Københavns førsteholdstrup. Han fik debut for F.C. Københavns førstehold i Superligaen den 22. juli 2024 i en 2-0 sejr over Lyngby BK, hvor han blev skiftet ind i 2. halvleg.
I august 2025 blev det offentliggjort, at FCK havde indgået en lejeaftale om Chiakha for sæsonen 2025/26. 

## Landsholdskarriere
Amin Chiankha har spillet på de danske U/17 og U/18-ungdomslandshold og er udtaget til det danske U/19-landshold. 